# Contran 245

## CONTRAN 245
O conselho nacional de transito - Contran.

### Contran 245 / Resolução Nunro 245
A 245 é uma lei criada em Julho 2007.
A lei vai obrigar todas as montadoras e importadoras de Brasil colocar um equipamento anti furto em tovos os veiculos novos saindo da fabrica, a partir do ano 2009.
O equipamneto antifurto deverá ser dotado de sistema que posibilite o bloqueio e rastreamento do veiculo.
O equipamento [antifurto]] e o sistema de rastreamento deverão ser previamente homologados pela [Anatel]] e pelo Denatran.

#### Mudanças na lei
A lei for adiada várias vezes por solicitacoes da Anfavea.
A Ultima data aprovada pelo Denatran para a implementação da lei é Janeiro 2014 com 20% da produçcão, chegando ate 100% da produçuão ate o fim de 2014.

#### Impacto sobre o mercado nacional de Brasil
Em Brasil, que em 2013 tem apenas 2 milhões de Rastreadores, terá impacto de novos 5 milhões rastreadores por ano, o que será muito forte para toda a indústria de Rastreamento e de Segurança veicular.
Dados fornecidos pela Gristec, 2013.